# إرنست فريك
إرنست فريك لاعب كرة قدم سويسري راحل كان يجيد اللعب في خط الدفاع.
لعب طوال مسيرته الرياضية في نادي لوزيرن.
مثل منتخب سويسرا في مباراة واحدة (1934). شارك مع منتخب سويسرا في بطولة كأس العالم 1934 في إيطاليا حيث خرج من الدور الربع النهائي.

## وصلات خارجية
- إرنست فريك على موقع الاتحاد الدولي (مؤرشف)  (الإنجليزية)
- إرنست فريك على موقع ناشيونال فوتبول تيمز (الإنجليزية)
- إرنست فريك على موقع Soccerway.com (الإنجليزية)
- إرنست فريك على موقع عالم كرة القدم.نت (الإنجليزية)
- هذا سيرة ذاتية